# Pousseaux
Pousseaux [puso] ist eine französische Gemeinde mit 190 Einwohnern (Stand: 1. Januar 2022) im Département Nièvre in der Region Bourgogne-Franche-Comté. Sie gehört zum Arrondissement Clamecy und zum Kanton Clamecy.

## Geographie
Pousseaux liegt etwa 38 Kilometer südsüdwestlich von Auxerre an der Yonne und am Canal du Nivernais. Nachbargemeinden von Pousseaux sind Coulanges-sur-Yonne im Norden, Lucy-sur-Yonne im Norden und Nordosten, Lichères-sur-Yonne im Osten und Nordosten, Clamecy im Süden sowie Surgy im Westen.

## Bevölkerungsentwicklung
| Jahr                       | 1962 | 1968 | 1975 | 1982 | 1990 | 1999 | 2006 | 2011 | 2018 |
| Einwohner                  | 250  | 227  | 215  | 190  | 197  | 220  | 200  | 227  | 200  |
| Quellen: Cassini und INSEE |      |      |      |      |      |      |      |      |      |

## Sehenswürdigkeiten
- Kirche Saint-Edne von 1770

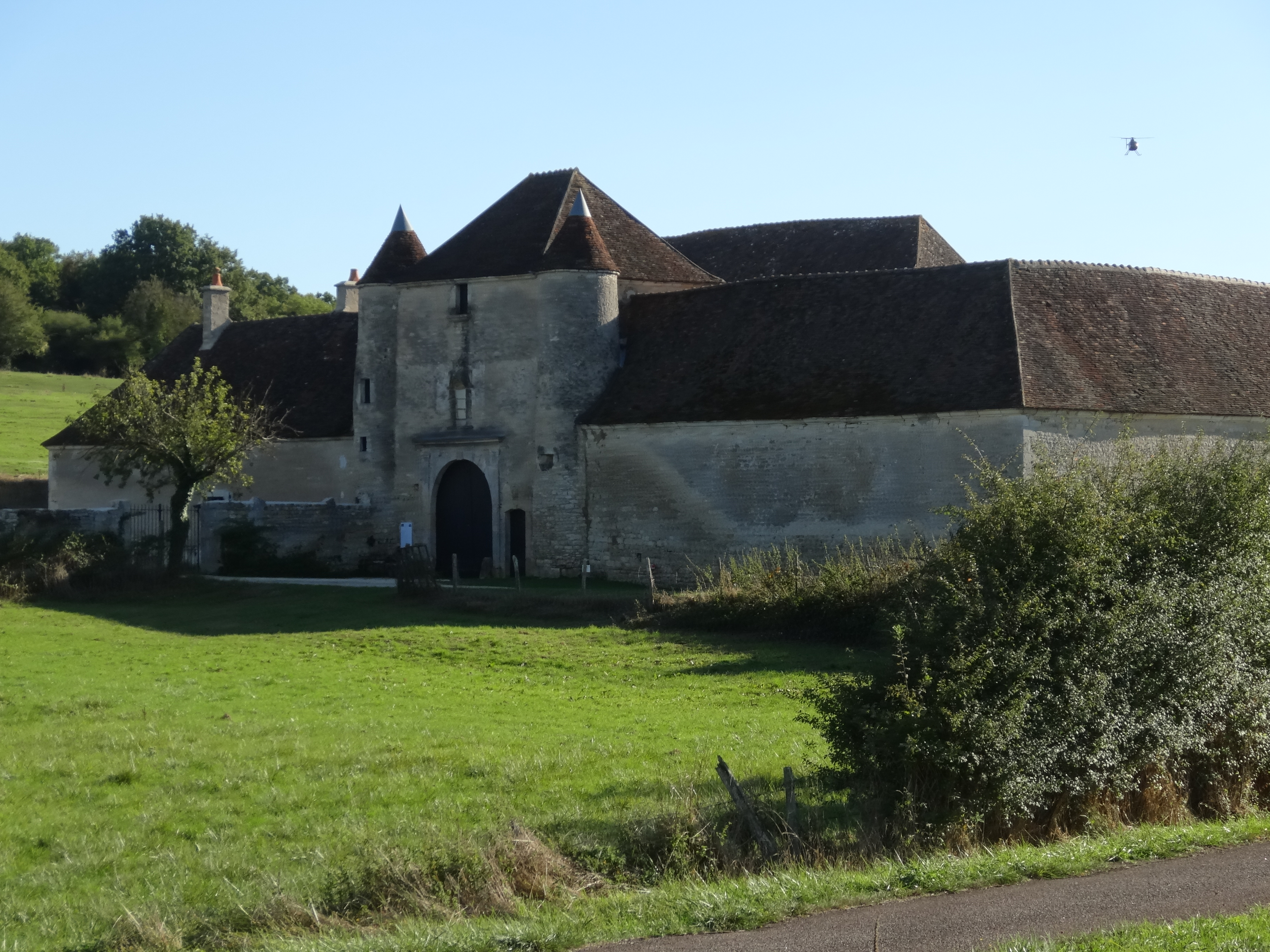
Chartreuse Notre-Dame du Val Saint-Jean de Basseville

- Kartause Notre-Dame du Val Saint-Jean de Basseville, 1328 erbaut, seit 1927 Monument historique
- Klappbrücke über den Canal du Nivernais